# سليمان باشا بن أورخان
سليمان باشا (ولد عام 1316م - توفي عام 1357م)  أمير عثماني وابن أورخان غازي الحاكم الثاني للإمبراطورية العثمانية من زوجته نيلوفر خاتون. و هو أخ السلطان مراد الأول .
لعب دورا رئيسيا في التوسع العثماني المبكر في منطقة تراقيا خلال عقد 1350م في عهد أبيه السلطان.
توفي في حادث صيد عام 1357م.